# Der weiße Dämon
Der weiße Dämon è un film del 1932 diretto da Kurt Gerron.
Fu l'ultimo film interpretato da Eva Speyer.

## Trama
Tornato ad Amburgo dopo molti anni di soggiorno nel Sud America, Heini Gildemeister rivede la sorella Gerda, ma rimane inorridito dalle condizioni in cui la trova. Scopre che Gerda è dipendente dalla cocaina, ma il medico che glielo rivela, non gli dice chi sia a fornirgliela. Gerda, che è una cantante, è in procinto di partire in tournée a Parigi e lui tenta in tutti i modi di impedirne la partenza, ma senza riuscirci. In Francia, Heini smaschera la banda di spacciatori e riesce a ricoverare la sorella in una clinica dove potrà essere curata. Lui, insieme alla fidanzata Dora, può così tornare ad Amburgo vittorioso.

## Produzione
Il film fu prodotto dall'Universum Film (UFA).

## Distribuzione
Distribuito dalla Universum Film (UFA), il film venne presentato in Germania in prima a Berlino il 19 novembre 1932 per essere poi distribuito anche in Austria, dove uscì in sala a Vienna il 3 dicembre dello stesso anno.